# 黑鞭冠鮟鱇
黑鞭冠鮟鱇（学名：Himantolophus melanolophus），又名深海鮟鱇、黑冠疏刺角鮟鱇，为輻鰭魚綱鮟鱇目棘茄魚亞目鞭冠鮟鱇科鞭冠鮟鱇屬下的一个种，為深海魚類，分布於中西大西洋佛羅里達至墨西哥灣東方海域，棲息深度360-880公尺，雌魚體長可達15公分，生活習性不明，不具經濟價值。

## 扩展阅读
- 維基物種上的相關：黑鞭冠鮟鱇